# Scardinius acarnanicus
Scardinius acarnanicus é uma espécie de peixe actinopterígeo da família Cyprinidae.
Apenas pode ser encontrada na Grécia.
Os seus habitats naturais são: rios intermitentes e lagos de água doce.
Está ameaçada por perda de habitat.